# Francine Jordi

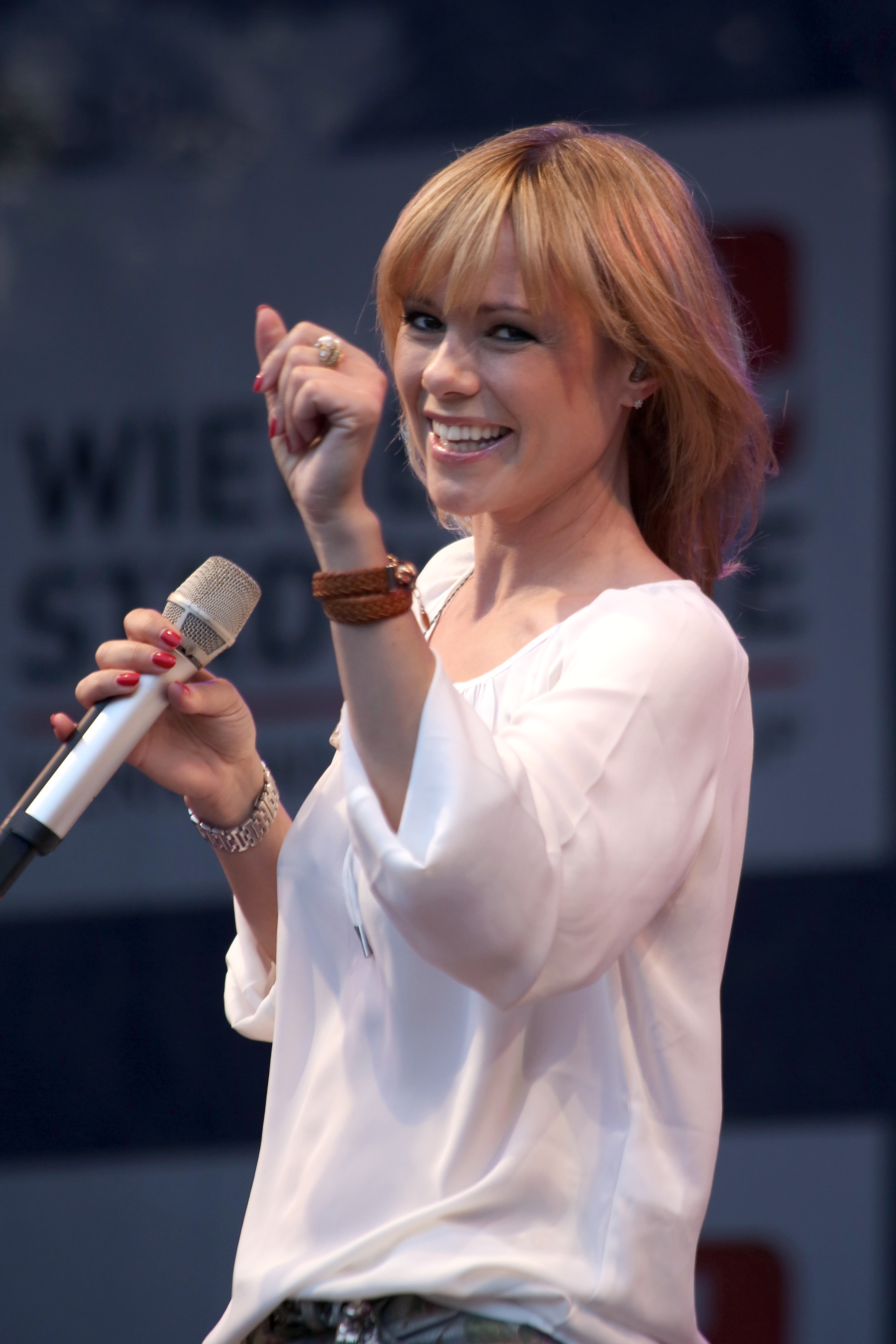
Francine Jordi (2014)

Francine Jordi, bürgerlich Francine Lehmann (* 24. Juni 1977 in Grosshöchstetten / Kanton Bern, aufgewachsen in Richigen, Gemeinde Worb, Kanton Bern), ist eine Schweizer Sängerin, Komponistin von Schlagern und volkstümlicher Musik und Fernsehmoderatorin.

## Leben und Karriere
Francine Lehmann hatte mit neun Jahren ihren ersten Bühnenauftritt in Morcote / Kanton Tessin.  Meist sang sie bei touristischen Veranstaltungen im Spycher in Interlaken. Mit ihrer Schwester Nicole sang sie in der Formation Gospel Four. Am Konservatorium in Neuchâtel studierte sie Gesang und Klavier. Sie wählte den Künstlernamen «Jordi», weil Jordi ein typisches Berner Geschlecht sei und sie sich so zu ihren Wurzeln bekenne. Zudem könne man den Namen «Jordi» in vielen Sprachen gut aussprechen, «ein Name für alle Fälle, der überall und immer geht».
1998 nahm Francine Jordi mit dem Titel Das Feuer der Sehnsucht für die Schweiz beim 13. Grand Prix der Volksmusik teil und gewann mit diesem sowohl die nationale Vorausscheidung am 11. April 1998 in Interlaken, als auch den internationalen Wettbewerb am 5. September 1998 in Wien. Musik und Text des Lieds stammen vom Schweizer Komponisten Tommy Mustac. Er ist damit der eigentliche Entdecker von Francine Jordi und arbeitet auch noch bis heute mit ihr zusammen.
Beim Eurovision Song Contest 2002 in Tallinn / Estland vertrat sie ihr Heimatland mit dem von ihr selbst komponierten und getexteten Titel «Dans le jardin de mon âme». Dabei erreichte sie jedoch nur den 22, respektive drittletzten Platz. Das Lied wurde von ihr auch auf Deutsch aufgenommen: «Im Garten meiner Seele».
Auf ihrer 2004 erschienenen CD singt Jordi ein Duett mit Nino de Angelo (Und wenn ich abends einschlaf) sowie auf Schweizerdeutsch den Titel Träne mit dem Mundartsänger Florian Ast. Träne brachte den beiden in der Schweiz eine Platin-Schallplatte ein und erreichte bei der Fernsehshow Die grössten Schweizer Hits vom 7. Oktober 2006 den zweiten Platz. Sie moderierte auch diese Show zusammen mit Beni Thurnheer, Roman Kilchsperger und Sven Epiney.
Francine Jordi verliess 2004/2005 den volkstümlichen Stil in Richtung Schlager und Swing und veröffentlichte eine Swing-CD mit der SWR-Big-Band, bei der auch Karel Gott, Wencke Myhre, Semino Rossi und Simone mitwirkten. 2005 folgte die CD Halt mich.
Am 10. Juni 2007 gab Jordi im Kultur Casino Bern ihr Operndebüt als Papagena in Mozarts Zauberflöte.
2008 wirkte Francine Jordi im Fernsehfilm Das Musikhotel am Wolfgangsee mit, in welchem sie die Rolle des «Zimmermädchens Francine» spielte.
Am 30. August 2008 moderierte sie zusammen mit Sascha Ruefer den Grand Prix der Volksmusik 2008.
Zehn Jahre nach dem Gewinn des Grand Prix der Volksmusik interpretierte Francine Jordi 2008 ihren Siegertitel gemeinsam mit dem Jodlerklub Wiesenberg in der schweizerdeutscher Mundartversion «Das Feyr vo dr Sehnsucht» neu. Mit dieser Version belegten sie gemeinsam acht Wochen lang Platz 1 in der Schweizer Hitparade (siehe auch Liste der Nummer-eins-Hits in der Schweiz (2008)), wurden mit Platin ausgezeichnet und gewannen 2009 auch den Wettbewerb der SRF-Fernsehsendung «Die grössten Schweizer Hits».

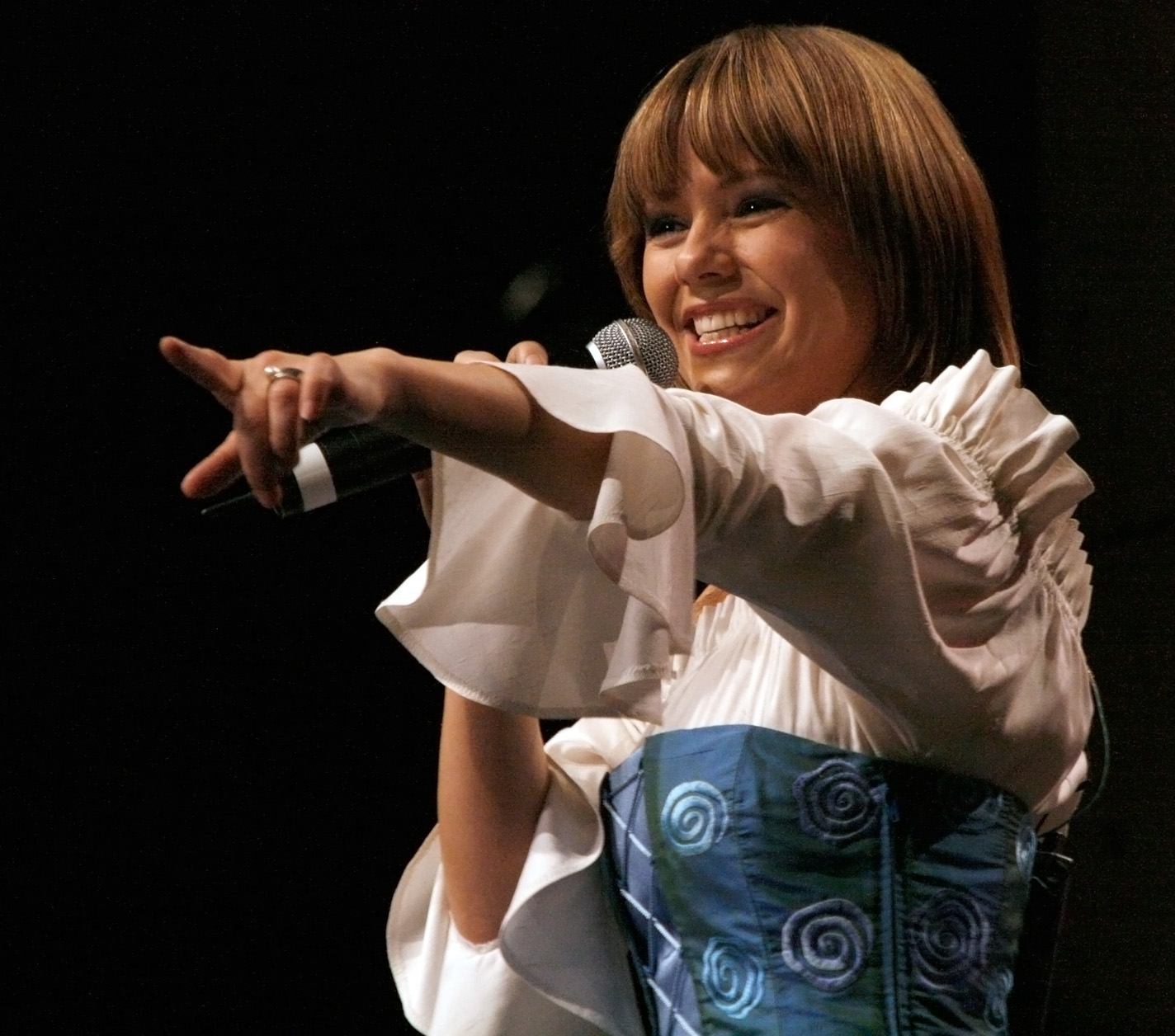
Francine Jordi (Musikantenstadl-Tournee 2010)

Francine Jordi heiratete am 18. Mai 2009 den ehemaligen Radsportler Tony Rominger, den sie schon seit 2001 kannte. Ende Mai 2011 wurde ihre Trennung bekannt. Von Februar 2011 bis Juni 2012 war sie mit dem Mundartsänger Florian Ast liiert. Die gemeinsame CD Lago Maggiore erschien am 30. September 2011. Die CD stieg in der ersten Woche auf Platz 1 der Schweizer Hitparade ein. Die Trennung erreichte mediale Aufmerksamkeit, weil der Grund Asts neue Beziehung zu Solveig Romero war, die dafür ihren Ehemann verließ, so wie es Jordi nur ein Jahr zuvor getan hatte.
Von 2003 bis 2012 moderierte Francine Jordi jährlich die auf dem Tier- und Gnadenhof Gut Aiderbichl in Henndorf am Wallersee produzierte Fernsehsendung «Weihnachten auf Gut Aiderbichl» sowie von 2013 bis 2015 die Nachfolgesendung «Advent auf Aiderbichl», anfangs mit Wolfram Pirchner und ab 2005 immer zusammen mit Marc Pircher.
2015 wurde Jordi gemeinsam mit Alexander Mazza Nachfolgerin von Andy Borg als Moderatorin des in Stadlshow umbenannten Musikantenstadls. Nach einer regulären und einer Silvesterausgabe wurde das seit 1981 produzierte Format abgesehen von den Silvesterausgaben jedoch eingestellt. 2016/17 moderierte sie mit Jörg Pilawa den Silvesterstadl, 2017/18, 2018/19, 2020/21 und 2021/22 moderierte sie ebenfalls mit Pilawa die Silvestershow. 2022/23 sowie auch 2023/24 begleitete sie Hans Sigl durch die Silvestershow von ARD, ORF und SRG. Im März 2024 gab sie ihren Ausstieg aus der Show bekannt.
Im Mai 2017 wurde bei Francine Jordi Brustkrebs diagnostiziert. Sie machte dies jedoch nicht publik. Nach der sofortigen Operation unterzog sie sich im Rahmen der weiteren Behandlung sowohl einer Chemotherapie, als auch im Anschluss einer Strahlentherapie. Ungeachtet dessen war sie trotzdem während der gesamten Behandlungszeit weiterhin öffentlich tätig und absolvierte ihre laufenden Auftritte absolut uneingeschränkt, wie auch die mehrstündige Livemoderation der «Silvestershow 2017». Erst im April 2018 gab sie der Allgemeinheit bekannt, dass sie an dieser Erkrankung litt und diese, nach dem erfolgreichen Abschluss der Therapie, nun überwunden hat.
2020 nahm sie an der ersten Staffel Sing meinen Song – Das Schweizer Tauschkonzert teil.
Am 28. Mai 2023 gab Francine Jordi aus Anlass ihres 25-jährigen Bühnenjubiläums in Aarau ein Solokonzert mit ihren bekanntesten Liedern, das vom Sinfonieorchester argovia philharmonic begleitet wurde. Bei diesem Konzert sang sie auch gemeinsam mit ihren Eltern Margrit und Franz sowie ihren Schwestern Nicole und Tanja a cappella das Bärnbiet-Lied als Hommage und zur Erinnerung an die früheren gemeinsamen Auftritte als «Familie Lehmann». Zudem publizierte sie im Sommer 2023 neben ihrem neuen Album Leben auch ein Kochbuch mit dem Titel «Schnell & Traditionell. Meine liebsten Familienrezepte».
Aufgrund ihrer besonderen Wertschätzung für Weihnachten veröffentlichte Francine Jordi am 8. November 2024 mit der CD Ein Stückchen Weihnacht – Mein Geschenk für Dich ihr achtzehntes und voraussichtlich letztes Album. Sie bedauerte ihre Entscheidung dazu nachdrücklich und begründete diese sowohl mit dem geänderten Hörverhalten durch die fast ausschließliche Nutzung von Streamingdiensten, als auch mit der vorherrschenden Produktionsstrategie in der Musikbranche, die sich faktisch auf Singles konzentriere. Wegen der in diesem Zusammenhang häufig an sie gestellten Nachfrage, ob dies in der Folge auch die Beendigung ihrer Karriere bedeute, stellte Francine Jordi jedoch ausdrücklich klar, dass dies nicht der Fall ist und sie, wie bisher, auch künftig im vollen Umfang tätig sein wird.
Im Jänner 2025 wählte die Schweizer Zeitschrift «GlücksPost» Francine Jordi zur «Schönsten Schweizerin aller Zeiten». Als Begründung wurde auf ihre seit 1999 oftmalige Spitzenplatzierung in dieser jährlich erstellten Bestenliste verwiesen, die nicht nur das Äußere, sondern zudem insbesondere auch innere Werte wie das Charisma und den Charakter, ebenso die Leistungen und umgesetzte Projekte sowie den gesamten Lebenslauf von Schweizer Persönlichkeiten berücksichtigt.

## Diskografie
Das Repertoire von Francine Jordi umfasst – unter Berücksichtigung sämtlicher von ihr seit Karrierebeginn herausgegebenen, interpretierten und gesungenen Singles, Duette, Medleys sowie Mehrfachversionen – mit Stand Juli 2025 insgesamt 264 Titel.

### Studioalben
| Jahr | Titel                                            | Höchstplatzierung, Gesamtwochen, AuszeichnungChartplatzierungen (Jahr, Titel, Platzierungen, Wochen, Auszeichnungen, Anmerkungen) | Höchstplatzierung, Gesamtwochen, AuszeichnungChartplatzierungen (Jahr, Titel, Platzierungen, Wochen, Auszeichnungen, Anmerkungen) | Höchstplatzierung, Gesamtwochen, AuszeichnungChartplatzierungen (Jahr, Titel, Platzierungen, Wochen, Auszeichnungen, Anmerkungen) | Anmerkungen                                              |
| Jahr | Titel                                            | DE | AT | CH | Anmerkungen                                              |
| ---- | ------------------------------------------------ | --- | --- | --- | -------------------------------------------------------- |
| 1998 | Das Feuer der Sehnsucht                          | — | — | CH48 (2 Wo.)CH | Erstveröffentlichung: 4. September 1998                  |
| 1999 | Ein Märchen aus Eis                              | — | — | — | Erstveröffentlichung: 18. Oktober 1999                   |
| 1999 | Wunschlos glücklich                              | — | — | — | Erstveröffentlichung: 18. Oktober 1999                   |
| 2001 | Verliebt in das Leben                            | — | — | CH34 Gold · (23 Wo.)CH | Erstveröffentlichung: 19. März 2001                      |
| 2002 | Im Garten meiner Seele                           | — | AT65 (2 Wo.)AT | CH28 Gold · (8 Wo.)CH | Erstveröffentlichung: 25. März 2002                      |
| 2003 | Alles steht und fällt mit Dir                    | — | AT30 (7 Wo.)AT | CH22 (8 Wo.)CH | Erstveröffentlichung: 17. November 2003                  |
| 2004 | Einfach Francine Jordi                           | — | AT13 (10 Wo.)AT | CH23 (6 Wo.)CH | Erstveröffentlichung: 9. Dezember 2004                   |
| 2005 | Halt mich                                        | — | AT41 (4 Wo.)AT | CH34 (7 Wo.)CH | Erstveröffentlichung: 21. Oktober 2005                   |
| 2007 | Dann kamst du                                    | — | AT53 (4 Wo.)AT | CH15 Platin · (32 Wo.)CH | Erstveröffentlichung: 16. November 2007                  |
| 2009 | Meine kleine grosse Welt                         | — | AT48 (1 Wo.)AT | CH11 (7 Wo.)CH | Erstveröffentlichung: 6. November 2009                   |
| 2011 | Lago Maggiore                                    | — | — | CH1 Platin · (19 Wo.)CH | Erstveröffentlichung: 30. September 2011 mit Florian Ast |
| 2011 | Begegnungen                                      | — | — | CH95 (1 Wo.)CH | Erstveröffentlichung: 11. November 2021                  |
| 2013 | Verliebt geliebt                                 | — | AT19 (5 Wo.)AT | CH3 Gold · (13 Wo.)CH | Erstveröffentlichung: 1. März 2013                       |
| 2015 | Wir                                              | — | AT6 (4 Wo.)AT | CH3 (8 Wo.)CH | Erstveröffentlichung: 4. September 2015                  |
| 2016 | Nur für dich                                     | — | — | CH8 (6 Wo.)CH | Erstveröffentlichung: 4. November 2016                   |
| 2018 | Noch lange nicht genug                           | — | AT7 (2 Wo.)AT | CH4 (7 Wo.)CH | Erstveröffentlichung: 28. September 2018                 |
| 2021 | Herzfarben                                       | DE36 (1 Wo.)DE | AT60 (2 Wo.)AT | CH1 (7 Wo.)CH | Erstveröffentlichung: 13. August 2021                    |
| 2023 | Leben                                            | — | — | CH2 (4 Wo.)CH | Erstveröffentlichung: 25. August 2023                    |
| 2024 | Ein Stückchen Weihnacht - Mein Geschenk für Dich | — | — | CH8 (6 Wo.)CH | Erstveröffentlichung: 8. November 2024                   |

### Singles
| Jahr | Titel Album                                      | Höchstplatzierung, Gesamtwochen, AuszeichnungChartsChartplatzierungen (Jahr, Titel, Album, Platzierungen, Wochen, Auszeichnungen, Anmerkungen) | Anmerkungen                                                         |
| Jahr | Titel Album                                      | CH | Anmerkungen                                                         |
| ---- | ------------------------------------------------ | --- | ------------------------------------------------------------------- |
| 2002 | Dans le jardin de mon âme Im Garten meiner Seele | CH49 (11 Wo.)CH | Platz 22 beim ESC Eurovision Song Contest 2002                      |
| 2002 | Träne –                                          | CH7 Platin · (73 Wo.)CH | Erstveröffentlichung: 27. November 2002 mit Florian Ast             |
| 2008 | Das Feyr vo dr Sehnsucht Dann kamst Du           | CH1 Platin · (59 Wo.)CH | Erstveröffentlichung: 3. Oktober 2008 mit dem Jodlerklub Wiesenberg |
| 2011 | Sit däm Tag Lago Maggiore                        | CH32 (2 Wo.)CH | mit Florian Ast                                                     |
| 2011 | Jede Troum Lago Maggiore                         | CH66 (1 Wo.)CH | mit Florian Ast                                                     |
| 2011 | Träne [2011] Lago Maggiore                       | CH70 (1 Wo.)CH | mit Florian Ast                                                     |
| 2015 | Paradies Wir                                     | CH68 (1 Wo.)CH | Erstveröffentlichung: 17. Juli 2015                                 |
| 2019 | Heicho Ärdeschön                                 | CH47 (1 Wo.)CH | Heimweh feat. Francine Jordi                                        |

Weitere Singles
- 1998: Das Feuer der Sehnsucht
- 2001: Liebesroman (Roman d’amour)
- 2001: Tanz, Alexis, tanz
- 2002: Du für immer du
- 2003: Alles steht und fällt mit dir
- 2003: Und wenn ich abends einschlaf (Duett mit Nino de Angelo)
- 2005: Die Entdeckung der Gefühle
- 2005: Halt mich
- 2005: Die Entdeckung der Gefühle
- 2008: Dann kamst du
- 2008: Tu’s doch, tu’s
- 2008: Frauen sind so
- 2009: Du bist mein Held
- 2010: Love, L’amour und Liebe
- 2013: Gegen dich (alle Wunder dieser Welt)
- 2021: Voyage Voyage
- 2022: Zäme ha, zäme stah
- 2024: Liebe zweifelt nicht
- 2024: Wunder
- 2025: Ladies Night[36], Tu’s doch tu’s (Remix mit DJ Herzbeat)[37]

## Veröffentlichungen
- Schnell & Traditionell. Meine liebsten Familienrezepte, Verlag Lempertz, ISBN 978-3-96058-465-0.

## Auszeichnungen

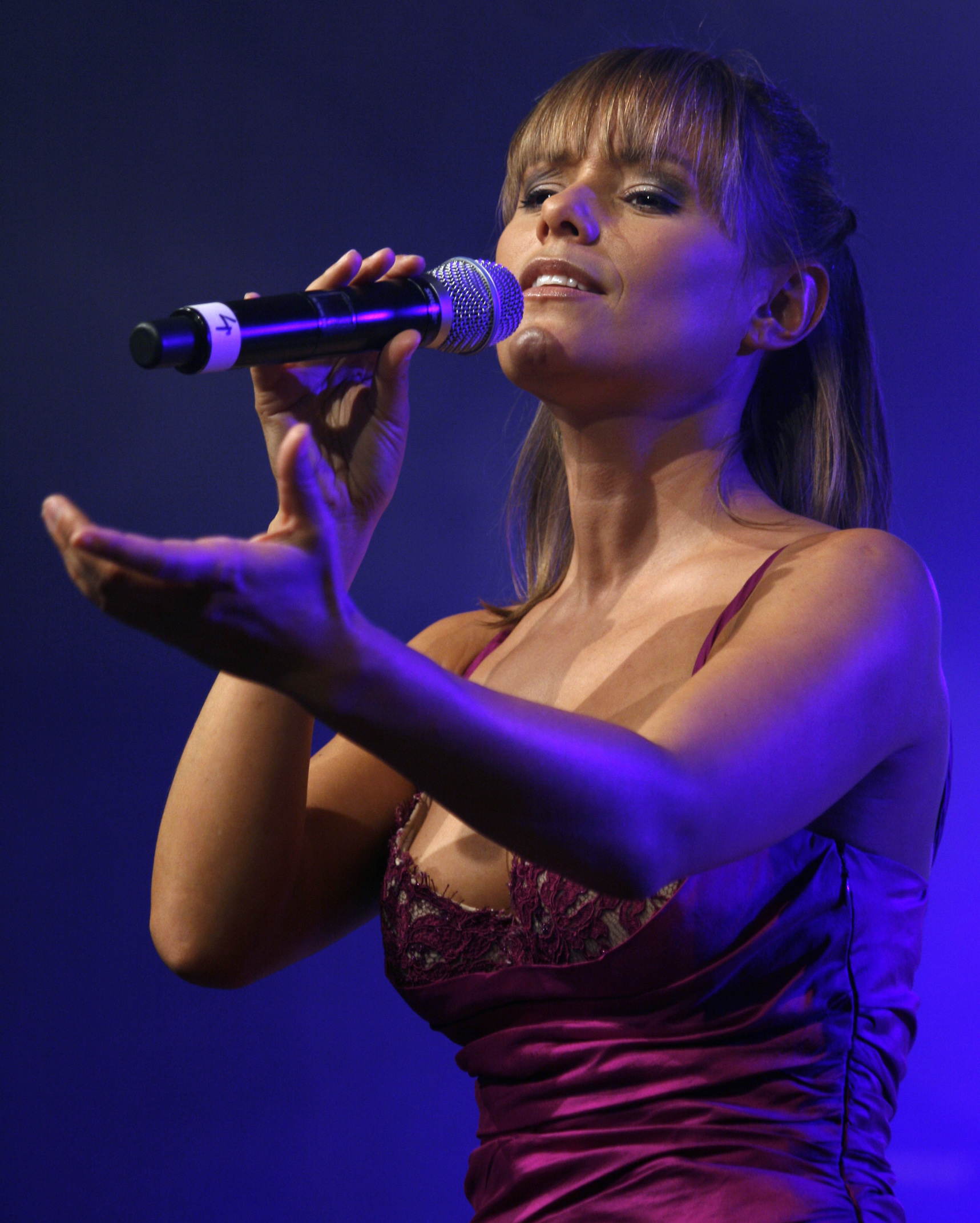
Francine Jordi (2008)

- 1998 – Prix Walo in der Sparte Schlager/Volkstümlicher Schlager[38]
- 1999 – Prix Walo in der Sparte Schlager/Volkstümlicher Schlager[38]
- 1999/2000 Prix Walo als Publikumsliebling[39]
- 2001 – Gold für Verliebt in das Leben[40]
- 2002 – Prix Walo zusammen mit Florian Ast als Publikumsliebling[39]
- 2003 – zusammen mit Florian Ast Platin für Träne[4]
- 2005 – Prix Walo als Publikumsliebling[39]
- 2009 – Gewinn der Fernsehsendung Die grössten Schweizer Hits zusammen mit Jodlerklub Wiesenberg mit dem Lied «Das Feyr vo dr Sehnsucht»
- 2025 – «Schönste Schweizerin aller Zeiten» – Ehrentitel verliehen durch die Schweizer Zeitschrift «GlücksPost»[30]
- bisher insgesamt 7 Gold- und 5 Platin-Auszeichnungen für ihre CDs[41]